# Compolibat
Compolibat é uma comuna francesa na região administrativa de Occitânia, no departamento de Aveyron. Estende-se por uma área de 17,04 km². Em 2010 a comuna tinha 347 habitantes (densidade: 20,4 hab./km²).